# .pa
.pa is het internet landcode topleveldomein van Panama.
Bijzonder aan de .pa registratie is de eis dat de primaire en secundaire naamserver van een domein op geografisch verschillende plaatsen zijn gevestigd. Van oudsher was dat een maatregel om de beschikbaarheid in geval van een storing te vergroten (redundantie). Tegenwoordig stellen de meeste registrators deze eis niet meer.
Registratie kan plaatsvinden op het derde niveau onder de volgende tweede niveau domeinen:
- net.pa - gereserveerd voor isp's
- com.pa
- ac.pa
- sld.pa
- gob.pa
- edu.pa
- org.pa
- abo.pa
- ing.pa
- med.pa
- nom.pa